# Вирус Марбурга
Вирус Марбурга је врста вируса која припада породици Filoviridae. То је анимални хеморагијски вирус облика штапа за хокеј, прстена или латиничног слова U. Филовируси су РНК вируси са полиморфним, понекад и филаментозним вирионом 150-300 нанометара у дијаметру. Геном се састоји од једноланчане РНК. Слични су Polimyxovirusima и Rabdovirusima.

## Пут преношења
Резервоар вируса су секрети и екскрети мајмуна Cercopitecus, као и оболеле особе. Инфекција се преноси директним контактом са инфективном крви, органима, спермом.

## Патолошки (медицински) значај
Вирус Марбурга узрокује марбуршку вирусну болест. Након инкубације од 3 до 6 дана, болест почиње изненада високом температуром, боловима у мишићима и општом слабошћу. Убрзо се јављају повраћање и пролив што још више исцрпљује болесника. Хеморагијски феномени по кожи и слузокожама праћени су леукопенијом и тромбоцитопенијом (смањен број леукоцита и тромбоцита) уз оштећење осталих органа, што доводи до смрти за највише недељу дана.

## Дијагноза
Вируси се могу изоловати из крви и ликвора. За идентификацију се користе серолошке реакције: РВК, РИХ, имунофлоресценција, ЕЛИСА тест.

## Лечење
За сада пацијенти примају само симптоматску терапију. Болест се најчешће завршава фатално.